# Ted Levine
Frank Theodore „Ted” Levine (n. 29 mai 1957, Bellaire⁠(d), Comitatul Belmont, Ohio, SUA) este un actor american. Este cunoscut mai ales pentru rolurile lui Buffalo Bill în filmul Silence of the Lambs (1991) și Leland Stottlemeyer în serialul de televiziune Monk (2002-2009).
Celelalte roluri notabile ale lui Levine au fost în filmele Nowhere to Run (1993), Bullet (1996), The Fast and the Furious (2001), Memoirs of a Geisha (2005), American Gangster (2007), Shutter Island (2010), Jurassic World: Fallen Kingdom (2018) și The Report (2019).

## Tinerețe
Levine s-a născut în Bellaire, Ohio, fiind fiul lui Charlotte Virginia (Clark) și Milton Dmitri Levine,  care erau atât medici, cât și membri ai Medicilor pentru responsabilitate socială . Tatăl lui Levine era de origine evreiască rusă, iar mama lui avea ascendențe galeze și native americane . El se descrie pe sine drept un „evreu de munte”.  A crescut în Oak Park, Illinois . În 1975, s-a înscris la studii la Marlboro College .

## Carieră
A devenit un jucător în scena teatrală din Chicago și s-a alăturat teatrului Remains, care a fost cofondat de Gary Cole și William Petersen . După experiența sa de scenă, Levine a început să își dedice cea mai mare parte a energiei în timpul anilor 1980 pentru a găsi roluri în film și televiziune.
După rolul său în The Silence of the Lambs (ca antagonist primar Buffalo Bill), a existat o perioadă în care a interpretat rolurile personajelor negative. Levine a reușit să remedieze acest lucru jucând personaje mai pozitive, cum ar fi un membru al unității de poliție a lui Al Pacino din Heat și astronautul Alan Shepard în mini-seria HBO De la Pământ la Lună . În drama Georgia, l-a interpretat pe soțul lui Mare Winningham, fiind unul dintre cele mai simpatice roluri ale sale.
În 2001, Levine a interpretat rolul lui Tanner, un sergent superior al lui Paul Walker în The Fast and the Furious . CV-ul său include, de asemenea, un rol necreditat ca voce a camionerului sociopat „Rusty Nail” din Joy Ride și interpretarea sa ca detectiv Sam Nico în filmul din 2003 Țara Minunilor, bazat pe crimele cumplite din Hollywood Hills. Din 2002 până în 2009, a jucat împreună cu căpitanul Leland Stottlemeyer în serialul de detectivi Monk al USA Network, cu Tony Shalhoub în rolul principal. Levine a oferit vocea supervilanului Sinestro din Superman: Seria animată, Static Shock, Justice League și Justice League Unlimited . A apărut, de asemenea, ca un patriarh a cărui familie se răstoarnă în remake-ul The Hills Have Eyes (2006). În 2007, l-a interpretat pe șeriful local James Timberlake în The Assassination of Jesse James by the Coward Robert Ford și a apărut în American Gangster al lui Ridley Scott, alături de Denzel Washington și Russell Crowe .
În 2010, a apărut ca director al închisorii din Shutter Island, cu Leonardo DiCaprio în rolul principal. În 2012, a jucat rolul șerifului Bloom Towne în Deep Dark Canyon, alături de Spencer Treat Clark și Nick Eversman, care îi interpretează pe fiii șerifului Towne, respectiv Nate și Skylar. În 2013, a avut un rol de susținere major în seria misterelor de crimă FX The Bridge în calitate de locotenent Hank Wade, comandantul unei unități de omucidere a poliției într-un oraș de frontieră  din Texas.  În 2014 l-a interpretat pe generalul Underwood în filmul de acțiune britanic-finlandez Big Game .  În 2018, Levine a jucat în continuarea seriei Jurassic World: Fallen Kingdom, în calitate de vânător, având numele Ken Wheatley. 

## Filmografie

### Film
| Year | Title                                                      | Role                         | Notes      |
| ---- | ---------------------------------------------------------- | ---------------------------- | ---------- |
| 1981 | Escape From New York                                       | Paznicul trenului            | Necreditat |
| 1986 | One More Saturday Night                                    | Polițist în stație           |            |
| 1987 | Ironweed                                                   | Pete 'Pocono Pete'           |            |
| 1988 | Betrayed                                                   | Wesley John Bond / Wes       |            |
| 1989 | Next of Kin                                                | Willy Simpson                |            |
| 1990 | Love at Large                                              | Frederick King /James McGraw |            |
| 1991 | The Silence of the Lambs                                   | Jame 'Buffalo Bill' Gumb     |            |
| 1992 | The Paint Job                                              | Kenny the D.J.               |            |
| 1993 | Nowhere to Run                                             | Mr. Dunston                  |            |
| 1994 | Todo cambia                                                | Vince                        |            |
| 1995 | The Mangler                                                | Ofițerul John Hunton         |            |
| 1995 | Georgia                                                    | Jake                         |            |
| 1995 | Heat                                                       | Detectiv Mike Bosko          |            |
| 1996 | Bullet                                                     | Louis Stein                  |            |
| 1997 | Mad City                                                   | Lemke                        |            |
| 1997 | Switchback                                                 | Deputy Nate Booker           |            |
| 1997 | Flubber                                                    | Wesson                       |            |
| 1998 | You Can Thank Me Later                                     | Eli Cooperberg               |            |
| 1999 | Wild Wild West                                             | General 'Bloodbath' McGrath  |            |
| 2001 | Evolution                                                  | General Russell Woodman      |            |
| 2001 | The Fast and the Furious                                   | Sergent Tanner               |            |
| 2001 | Joy Ride                                                   | 'Rusty Nail'                 | Voice role |
| 2001 | Ali                                                        | Joe Smiley                   |            |
| 2002 | The Truth About Charlie                                    | Emil Zadapec                 |            |
| 2003 | Wonderland                                                 | Detectiv Sam Nico            |            |
| 2004 | The Manchurian Candidate                                   | Colonel Howard               |            |
| 2004 | Birth                                                      | Dl. Conte                    |            |
| 2005 | The L.A. Riot Spectacular                                  | Tom Saltine                  |            |
| 2005 | Memoirs of a Geisha                                        | Colonel Derricks             |            |
| 2006 | The Hills Have Eyes                                        | Bob 'Big Bob' Carter         |            |
| 2007 | The Assassination of Jesse James by the Coward Robert Ford | Șerif James Timberlake       |            |
| 2007 | American Gangster                                          | Căpitan Lou Toback           |            |
| 2010 | Shutter Island                                             | directorul închisorii        |            |
| 2012 | Deep Dark Canyon                                           | Bloom Towne                  |            |
| 2013 | Jimmy                                                      | James Lee Mitchell           |            |
| 2013 | A Single Shot                                              | Cecile                       |            |
| 2013 | Banshee Chapter                                            | Thomas Blackburn             |            |
| 2014 | Big Game                                                   | General Underwood            |            |
| 2014 | Dig Two Graves                                             | Șerif Waterhouse             |            |
| 2014 | Gutshot Straight                                           | Lewis                        |            |
| 2015 | Little Boy                                                 | Sam                          |            |
| 2016 | Bleed for This                                             | Lou Duva                     |            |
| 2017 | Bottom of the World                                        | Predicatorul                 |            |
| 2017 | Swing State                                                | Rouge Holmes                 |            |
| 2018 | Jurassic World: Fallen Kingdom                             | Ken Wheatley                 |            |
| 2019 | The Report                                                 | John Brennan                 |            |
| 2019 | A Violent Separation                                       | Ed Quinn                     |            |

### Televiziune
| Year       | Title                                   | Role                        | Notes                           |
| ---------- | --------------------------------------- | --------------------------- | ------------------------------- |
| 1983       | Through Naked Eyes                      | Patrulă                     | Film TV                         |
| 1984       | American Playhouse                      | Comandant                   | episod: The Killing Floor       |
| 1985       | Two Fathers' Justice                    | Bennett                     | Film TV                         |
| 1986–87    | Crime Story                             | Frank Holman                | 13 episoade                     |
| 1989       | The Fulfillment of Mary Gray            | Jonathan                    | Film TV                         |
| 1990       | Midnight Caller                         | Frank Brewer                | episod: With Malice Towards One |
| 1991       | Murder in High Places                   | Carson Russell              | Film TV                         |
| 1991       | Dead and Alive: The Race for Gus Farace | Charles Rose                | Film TV                         |
| 1993       | Death Train                             | Alex Tierney                | Film TV                         |
| 1993       | The Last Outlaw                         | Potts                       | Film TV                         |
| 1993       | Broken Promises: Taking Emily Back      | Gary Ward                   | Film TV                         |
| 1995       | Nowhere Man                             | Dave 'Eddie' Powers         | episod: Absolute Zero           |
| 1996       | Wiseguy                                 | Paul Callendar              | Film TV                         |
| 1997, 1999 | Superman: The Animated Series           | Karkull / Sinestro (voce)   | 2 episoade                      |
| 1997       | Ellen Foster                            | Bill Hammond                | Film TV                         |
| 1998       | From the Earth to the Moon              | Alan Shepard                | 2 episoade                      |
| 1998       | Moby Dick                               | Starbuck                    | Film TV                         |
| 2000       | Harlan County War                       | Silas Kincaid               | Film TV                         |
| 2000       | Wonderland                              | Dr. Robert Banger           | 8 episoade                      |
| 2002       | Third Watch                             | Brian O’Malley              | episod: Falling                 |
| 2002–2003  | Justice League                          | Bulldozer / Sinestro (voce) | 4 episoade                      |
| 2002–2009  | Monk                                    | Căpitan Leland Stottlemeyer | 118 episoade                    |
| 2004       | Static Shock                            | Sinestro                    | episod: Fallen Hero             |
| 2011       | Hell on Wheels                          | Căpitan Daniel Johnson      | Episode: "Pilot"                |
| 2012       | Luck                                    | Isadore Cohen               | 5 episoade                      |
| 2013–14    | The Bridge                              | Lt. Hank Wade               | 26 episoade                     |
| 2014       | Child of Grace                          | Comandant Edwards           | Film TV                         |
| 2015       | The Spoils Before Dying                 | Gerhart Moll                | episod: The Trip Trap           |
| 2016       | Dr. Del                                 | Tanner                      | Film TV                         |
| 2016       | Mad Dogs                                | Conrad Tull                 | 2 episoade                      |
| 2016       | Ray Donovan                             | Bill Primm                  | 4 episoade                      |
| 2016       | Lethal Weapon                           | Ned Brower                  | episod: Best Buds               |
| 2018       | The Alienist                            | Thomas F. Byrnes            | 7 episoade                      |
| 2018       | Here and Now                            | Ike Bayer                   | 2 episoade                      |
| 2019       | On Becoming a God in Central Florida    | Obie Garbeau II             |                                 |

## Premii și nominalizări
| An   | Premiu / Eveniment                        | Categorie                                                                                         | Lucrare nominalizată | Rezultat     | Ref    |
| ---- | ----------------------------------------- | ------------------------------------------------------------------------------------------------- | -------------------- | ------------ | ------ |
| 1991 | Premii Circuit Awards Community           | Cel mai bun actor într-un rol secundar                                                            | Tacerea mieilor      | Nominalizare | [ 8 ]  |
| 2008 | Premiul Screen Actors Guild               | Performanță remarcabilă a unui distribuitor într-un film </br> Distribuit cu întreaga distribuție | American Gangster    | Nominalizare | [ 9 ]  |
| 2012 | Premii 20/20                              | Cel mai bun actor în rol secundar                                                                 | Tăcerea mieilor      | Nominalizare | [ 10 ] |
| 2015 | Festivalul Internațional de Film Beaufort | Cel mai bun actor                                                                                 | Dig Two Graves       | Câștigat     | [ 11 ] |